# Federico Rivero Scarani
Federico Rivero Scarani (Montevideo, 25 de enero de 1969) es un docente, escritor y poeta uruguayo. Profesor de Literatura egresado del Instituto de Profesores Artigas. Fue docente de la cátedra de “Lenguaje y Comunicación”, en el mismo instituto, impartiendo clases de Semiótica, Lingüística y Gramática.

## Juventud
A los dieciséis años comienza, junto a un grupo de amigos del barrio Capurro de Montevideo, a grafitear paredes y muros de la zona, firmando como “Los Pintores”, los cuales fueron antologados en el libro de Eduardo Roland, “Contra el Muro, Los graffitis de la Transición (1985-1989)” Ediciones de Uno, Montevideo; en ese mismo libro de recopilación de grafitis también se encuentra “La Brigada Tristán Tzara” en la cual participa el poeta Julio Inverso.
En 1990 estudia en la Escuela de Bellas Artes de la Universidad de la República.
En 1997 establece una relación de amistad con el poeta Julio Inverso que durará hasta la muerte de este en 1999. Ambos escribieron un poemario que se encuentra inédito titulado "La Luna y la Nariz", este poemario se puede encontrar con el título "Ojos de Insecto" editado por Ediciones del Cementerio dirigido por el poeta Juan Ángel Italiano.

## Docencia
En 1999 estudia Latín y estilística en el curso “Idioma español por Complemento”.
Corrector de las Pruebas para Aspirantes a ingresos a Institutos de Formación Docente, aplicador de las mismas, y dictado de clases para la preparación de los aspirantes.
Escribe sus primeros poemas que luego incluirá, de acuerdo a una selección, en el primer libro publicado junto con los poetas Juan Ángel Italiano y Luis Brandón: “La Lira, el Cobre y el Sur” (1993), firmando con el heterónimo Claudio Lavié Gostosa. A los veinte años se reencuentra con el profesor de Literatura y poeta Juan José Quintans con quien comparte tertulias en la casa de la poetisa María Gravina y Andrea Blanqué; de a poco se irá sumergiendo en el ámbito literario participando de las tertulias del poeta Julio Kiss.
En las décadas siguientes escribió los libros de poesía,  "Ecos de la Estigia" (1998), "Atmósferas" (2000), "Synteresis perdida" (2005), "El agua de las estrellas" (2013) y una recopilación de cuentos publicado en el año 2007. Participó en los discos compactos de poesía "Sala de experimentación y trabajos originales" (Maldonado, 2001); "Contextos y vocales" (Punta del Este, 2002).
Según el docente y crítico literario Gerardo Ciancio, Federico Rivero pertenece a la "Generación M" (o del margen) la cual incluye a los jóvenes poetas que comenzaron a publicar sus obras hacia finales del siglo XX en Uruguay.

## Publicaciones y participaciones
Publicó un ensayo sobre el poeta uruguayo Julio Inverso (“El lado gótico de la poesía de Julio Inverso”), editado por los Anales de la Literatura Hispanoamericana de la Universidad Complutense (Madrid-España) 2005 y el texto “El simbolismo en la obra de Julio Inverso”. Participó en antologías de poetas uruguayos y colombianos (“El amplio jardín”, 2011) y Poetas uruguayos y cubanos (“El manto de mi virtud”).
Su poema "Donde aúllan las Esfinges”, participó en el CD “Sala de experimentación y trabajos originales”, en Maldonado en 2002.
Colaboró en diversos medios del país como El Diario de la noche, Relaciones, Graffiti, y también en las revistas brasileñas Verbo 21.com y Banda Hispânica.com y en la portuguesa In Comunidade.
La poesía de Federico Rivero Scarani está considerada dentro de una tendencia neo romántico gótica según el crítico Luis Bravo.

## Obras
- La Lira el Cobre y el Sur (1993)
- Ecos de la Estigia (1998)
- Atmósferas (1999)[4]
- Donde aullan las Esfinges (1999)
- Synteresis perdida (2005)[5]
- Cuentos completos (2007)[6]
- El agua de las estrellas (2013)[7]
- Desde el Ocaso (2014) "Amor, Barniz Gris" (2020) "Este no es un otoño más" (2022) "Lesbianas"(2022)
- . Tan misteriosa como el sándalo" (2025)

## Reconocimientos
- El libro "Atmósferas" Poemas en Prosa obtuvo una Mención Honorífica en el Concurso de la Intendencia Municipal de Montevideo en 1999.
- Mención Honorífica por el trabajo “Un estudio estilístico de Poeta en Nueva York de Federico García Lorca”, 2014, Organizado por el Instituto de Estudios Iberoamericano de Andalusíes y la Universidad de La Plata (Argentina).
- Obtuvo un accésit por "Poemas Crepusculares" en el Concurso José M. Valverde, Catalunya, Barcelona.
- Fue seleccionado en el Concurso Internacional de Cartas de Amor 2014 (Cuba).